# Comarmondia gracilis
Comarmondia gracilis är en snäckart som först beskrevs av Montagu 1903.  Comarmondia gracilis ingår i släktet Comarmondia och familjen Turridae. Inga underarter finns listade i Catalogue of Life.